# Johan Hakelius

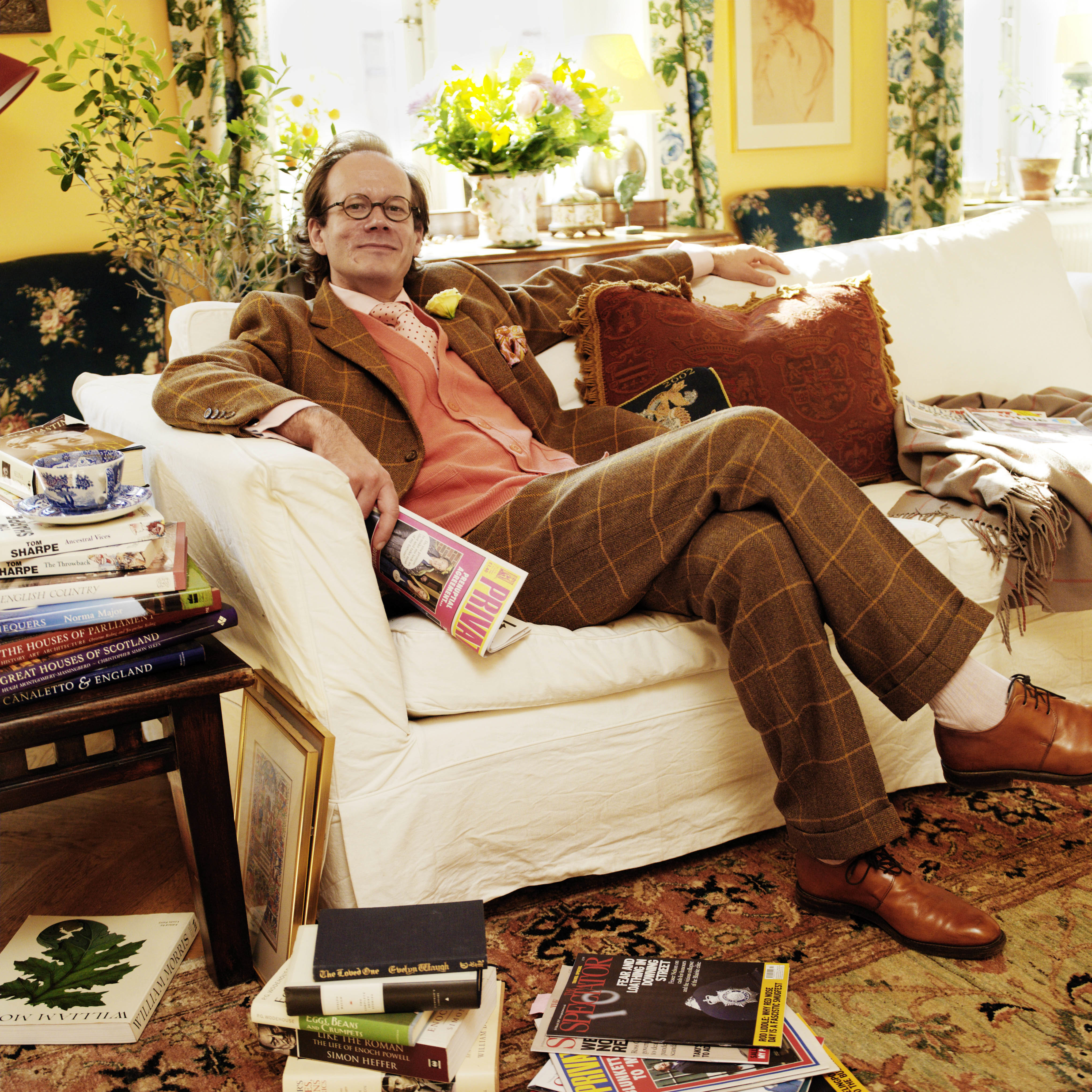
Johan Hakelius i sitt hem 2010.

Johan Olov Axel Hakelius, född 28 december 1967 i Enköping, är en svensk skribent, publicist, debattör och författare.
Han har skrivit ledartexter, krönikor, kolumner, artiklar och liknande i flera tidningar och tidskrifter, däribland Svenska Dagbladet, Aftonbladet, Expressen, Fokus, Axess magasin, Affärsvärlden, Vi och Connoisseur. Han har också varit redaktör och skrivit böcker.
Hakelius medverkar regelbundet i panelen i TV4:s Nyhetsmorgon samt i Spanarna i Sveriges Radio P1.

## Karriär
Hakelius inledde karriären vid Värnpliktsrådet. Han kom till Svenska Dagbladet som ledarskribent 1993 och blev senare biträdande politisk redaktör. Hösten 1999 startade Finanstidningen en ledarsida och Hakelius rekryterades som tidningens förste politiske redaktör. År 2000 blev Hakelius en av två chefredaktörer på Finanstidningen, med ansvar för ledare och kultur. Den 29 januari 2002 sade Hakelius upp sig från Finanstidningen.
I maj 2002 återkom han till Svenska Dagbladet och även Aftonbladet för att skriva krönikor i båda tidningarna. År 2005 började han på Aftonbladets debattredaktion.
I augusti 2015 tillkännagavs att Hakelius utsetts till chefredaktör för nyhetsmagasinet Fokus från och med 1 januari 2016. Han slutade som chefredaktör för tidningen i augusti 2017, men stannade kvar som politisk chefredaktör.
Efter fjorton år lämnade Hakelius Aftonbladet i april 2016 för att bli krönikör hos konkurrenten Expressen. Han har senare sagt att han lämnade Aftonbladet efter att tidningens chefredaktör Sofia Olsson Olsén hade synpunkter på hur han formulerat sig.

## Författarskap
Hakelius har vid sidan av skribentyrket och redaktörskapet skrivit ett antal böcker. År 1995 kom Den österrikiska skolan: en introduktion till humanistisk nationalekonomi och fyra år senare utkom artikelsamlingen Manifest för otidsenliga. År 2003 publicerades Förmögen till värdighet: Wilhelm Röpke, människan och ekonomin, en bok om Wilhelm Röpke, en av männen bakom det västtyska "ekonomiska undret". Döda vita män (2009), Ladies (2010) och Rule, Britannia! (2014) är populärt hållna böcker om brittiska egenheter och excentriker.
Bibliografi (urval):
- 1995 – Den österrikiska skolan: en introduktion till humanistisk nationalekonomi
- 1999 – Manifest för otidsenliga
- 2003 – Förmögen till värdighet: Wilhelm Röpke, människan och ekonomin
- 2009 – Enkelriktat (illustrationer: Riber Hansson)
- 2009 – Döda vita män
- 2010 – Ladies
- 2014 – Rule, Britannia!

## Familj
Släktnamnet Hakelius togs av hans farfar Axel Hakelius (f. 1897), ägare av Hacksta gård och son till lantbrukaren Konrad Nilsson. Johan Hakelius är gift med journalisten Susanna Popova.

## Priser och utmärkelser
- 2010 – Partille Bokhandels författarstipendium[14]
- 2011 – Expressens Björn Nilsson-pris för god kulturjournalistik 2011[15]

## Källhänvisningar
1. 1 2  ”Personsök”. birthday.se. https://www.birthday.se/Johan-Hakelius/Stockholm/1967/fb3d3a5872. Läst 21 juni 2017.
2. 1 2 3 4  Tonström, Göran (2013-02-28): "Modern man med gamla anor". Arkiverad 3 april 2015 hämtat från the Wayback Machine. Amosmagasin.se. Läst 2 mars 2015.
3. ↑  Hakelius, Johan (2011): "En kola är bara en kola". Arkiverad 16 april 2014 hämtat från the Wayback Machine. Företagsminnen 2011:4, Naringslivshistoria.se. Läst 2 mars 2015.
4. ↑  Johan Hakelius och Per Lundsjö chefredaktörer för Finanstidningen, MTG, 17 januari 2000
5. ↑  Johan Hakelius lämnar Finanstidningen, Dagens Media, 7 februari 2002
6. ↑  Johan Hakelius till SvD och Aftonbladet, Dagens Media, 25 april 2002
7. ↑  Johan Hakelius, Journalisten, 17 januari 2005
8. ↑  Rislund, Niclas (2015-08-13): Johan Hakelius tar över Fokus dagensmedia.se. Läst 13 augusti, alternativ länk
9. ↑  Claes de Faire blir Fokus nya publisher Arkiverad 9 december 2018 hämtat från the Wayback Machine., Fokus, 30 augusti 2017
10. ↑  Johan Hakelius till Expressen, Resumé, 19 april 2016
11. ↑  "Sverige är på många sätt ett slutet land", Expressen, 3 juni 2016
12. ↑  Johan Hakelius: Därför lämnade jag Aftonbladet, Resumé, 29 november 2017
13. ↑  Hakelius, Johan: Hakelius: »Me too, Staffan!«, Fokus, 29 november 2017
14. ↑  Clausson, Malin (2010-05-28/2010-06-01): "Partillepris till Johan Hakelius". Arkiverad 24 september 2015 hämtat från the Wayback Machine. GP.se. Läst 2 mars 2015.
15. ↑  Dickson, Staffan (2012-01-30): "Aftonbladets Johan Hakelius får pris av Expressen". Aftonbladet.se. Läst 2 mars 2015.